# Marcin Bylica
Marcin Bylica (1433, Olkusz, Polsko – 1493, Budín) byl polský astronom.

## Životopis
Marcin Bylica se narodil v Olkusz (Polsko). Byl absolventem krakovské univerzity, kde začal i svou dráhu univerzitního profesora, později přednášel na univerzitách ve Vídni a Bologni. Od roku 1465 působil v Uhrách, 1472 - 1490 byl dvorním astrologem panovníka Matyáše Korvína a v letech 1467 - 1472 přednášel na bratislavské Academii Istropolitaně, později v Budíně. Byl přítelem a spolupracovníkem dalšího profesora Academie Jana Müllera (Regiomontana), se kterým se seznámil ještě v Itálii. Spolupracovali nejen v oblasti astronomie, ale i při sestavování šestimístných tabulek funkce tangens - prvních v evropských dějinách - a na jiných trigonometrických resp. astronomických tabulkách. Na bratislavské univerzitě přednášel matematiku a tzv. computus, tj. výpočet kalendáře. V rámci svých astronomických měření prováděných v roce 1474 po celém Uhersku stanovil zeměpisné šířky mnoha uherských míst. Zabýval se i astrologií a ve spolupráci s vídeňským dominikánem, mechanikem Janem Dornem i zhotovováním astronomických přístrojů. Svou knihovnu a sbírku přístrojů věnoval krakovské univerzitě, na které působil v posledních desetiletích svého života. Zemřel v roce 1493 v Budíně.